# Araespor quinquepustulatum
Araespor quinquepustulatum é uma espécie de cerambicídeo da tribo Achrysonini, com distribuição em Nova Caledônia e introduzido na Nova Zelândia.